# Camiguin (Cagayan)
Camiguin is een eiland in het noorden van de Filipijnen. Het eiland maakt deel uit van de Babuyan-eilandengroep in de provincie Cagayan ten noorden van het eiland Luzon. Het eiland had tijdens de laatste officiële telling uit 2000 4580 bewoners.

## Geografie

### Bestuurlijke indeling
Het eiland is een van de eilanden die samen de gemeente Calayan vormen. Het eiland is onderverdeeld in de volgende drie barangays:
- Balatubat
- Minabel
- Naguilian